# Iglesia de San Tirso el Real (Oviedo)
La Iglesia de San Tirso el Real es una iglesia y parroquia de la ciudad de Oviedo, Principado de Asturias, España, situada en la Plaza de Alfonso II el Casto y a escasos metros de la catedral.
La iglesia es fundación del rey Alfonso II el Casto de Asturias en el siglo IX. Sin embargo ha sufrido diversas modificaciones, ya que fue transformada en su totalidad a finales del siglo XII, en época románica, y en el siglo XIV, cuando se reedificó gran parte del templo. Además la iglesia fue destruida por un incendio en 1521. La última modificación se produjo durante el siglo XX. De la iglesia primitiva únicamente queda el muro testero de la cabecera, siendo visible la parte superior y encontrándose la inferior un metro por debajo del nivel de la calle. La distribución original del templo se desconoce completamente y únicamente cabe imaginar que tuviera la clásica división en tres naves, con una cabecera tripartita típica de las iglesias asturianas de la época.
Está catalogada como Bien de Interés Cultural, con la categoría de Monumento, desde el año 1931, figura entonces denominada Monumento Histórico Artístico.

## Historia

### Basílica prerrománica

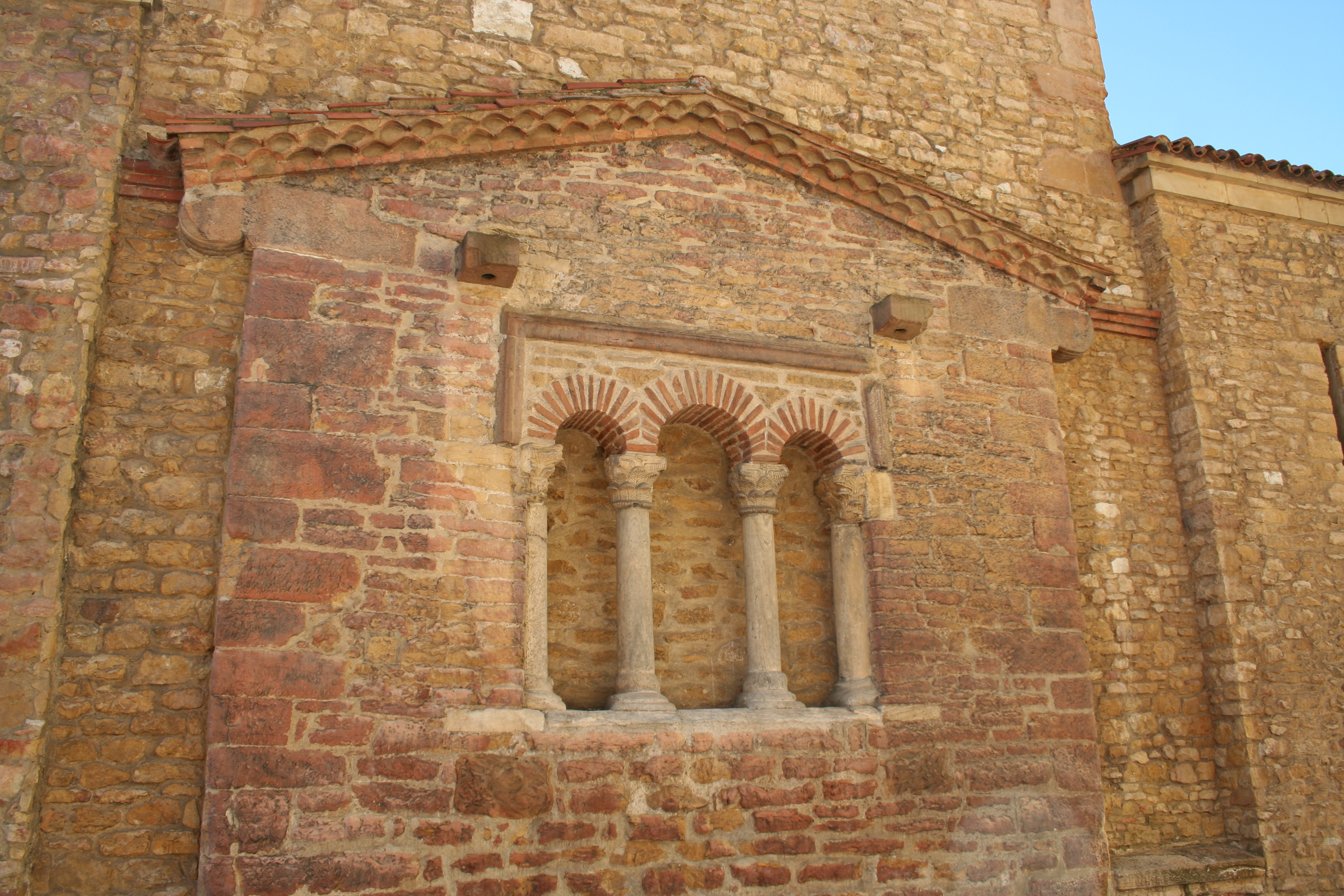
Testero original del templo prerrománico del

La fundación de la iglesia es atribuida al rey Alfonso II el Casto de Asturias, fue levantada próxima al Palacio Real y a la Cámara Santa y el conjunto catedralicio de la Basílica de San Salvador. Detrás de San Tirso salían las calles que constituían el resto de la ciudad.
La iglesia de San Tirso fue enmarcada en el programa constructivo del primitivo complejo palatino y eclesiástico que inició dicho rey al trasladar la capitalidad del reino a la ciudad de Oviedo al comienzo de su reinado en 791. Se construye además de esta iglesia, palacios, la Cámara Santa, la Catedral de San Salvador, la Iglesia de Santa María y una muralla defensiva que rodeaba todo este conjunto. Otras construcciones de la época son San Julián de los Prados, San Pedro de Nora y Santa María de Bendones. Dichas obras fueron dirigidas por el maestro Tioda arquitecto constructor de Alfonso II, con un estilo prerrománico.
triforio]] por estar formada por tres arcos de medio punto sobre columnas de mármol con collarinos sogueados y bellos capiteles decorados con hojas de acanto (de tradición corintia) y encuadrada en un alfiz.
La configuración del muro de la cabecera llegada hasta nosotros conserva el sillarejo original, alternando en las esquinas con sillar. Los aleros de las cubiertas descansan sobre ménsulas que están rematadas en su extremo voladizo, por una forma semicircular ("papo de paloma") y decorada con un característico dibujo estriado.
Las crónicas que elogian el edificio son muy parcas en su descripción por lo que dado lo poco que ha llegado de la primitiva basílica su morfología es muy discutida. Del testero superviviente se deduce que era de cabecera única y sin cámara suprabsidal. Se supone que era un edificio de una sola nave central de planta cuadrada o rectangular, con capillas en cada uno de los lados hasta para formar una planta cruciforme de manera semejante a Santa Cristina de Lena.

## Descripción

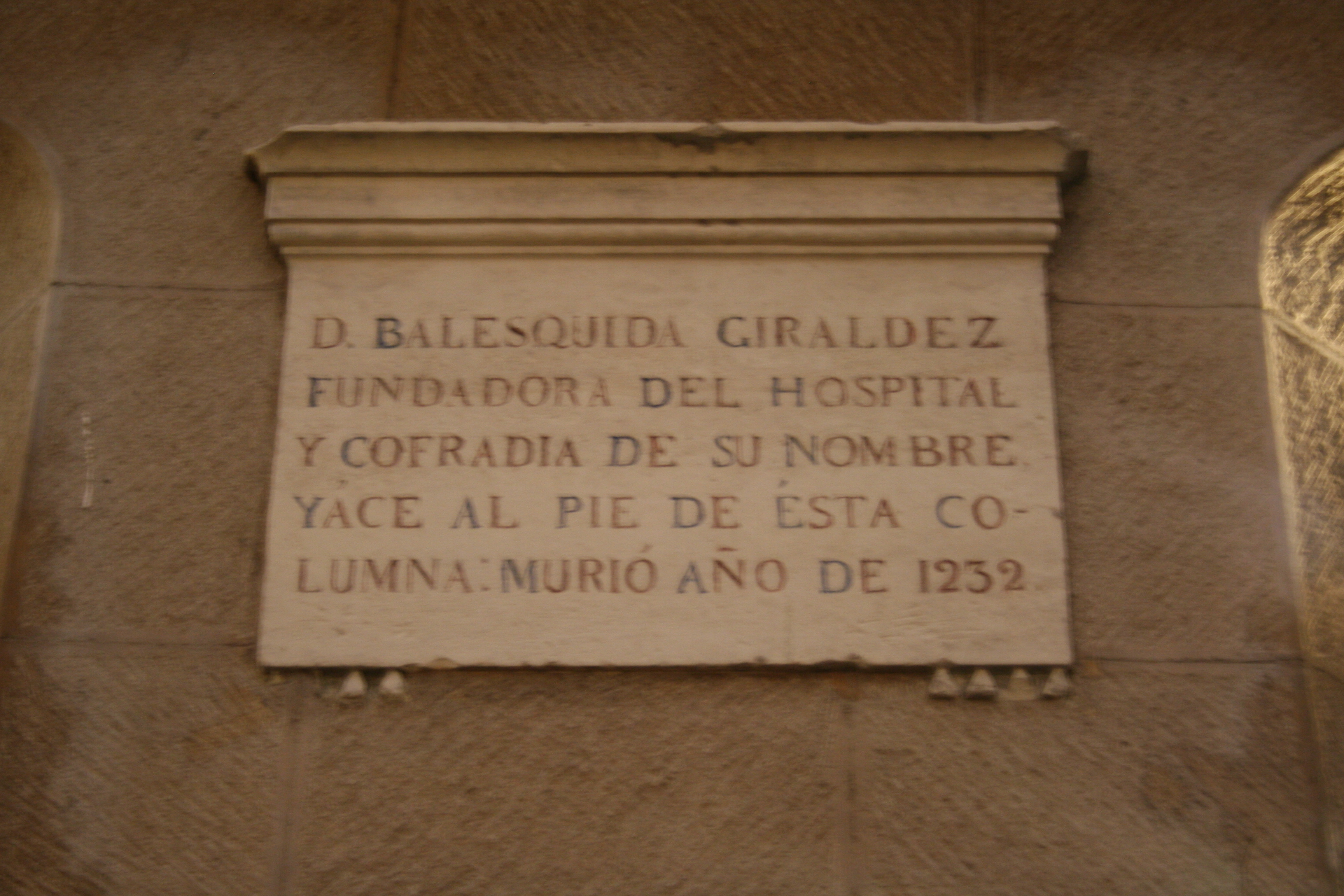
Lápida funeraria en la columna en donde está enterrada Balesquida Giráldez

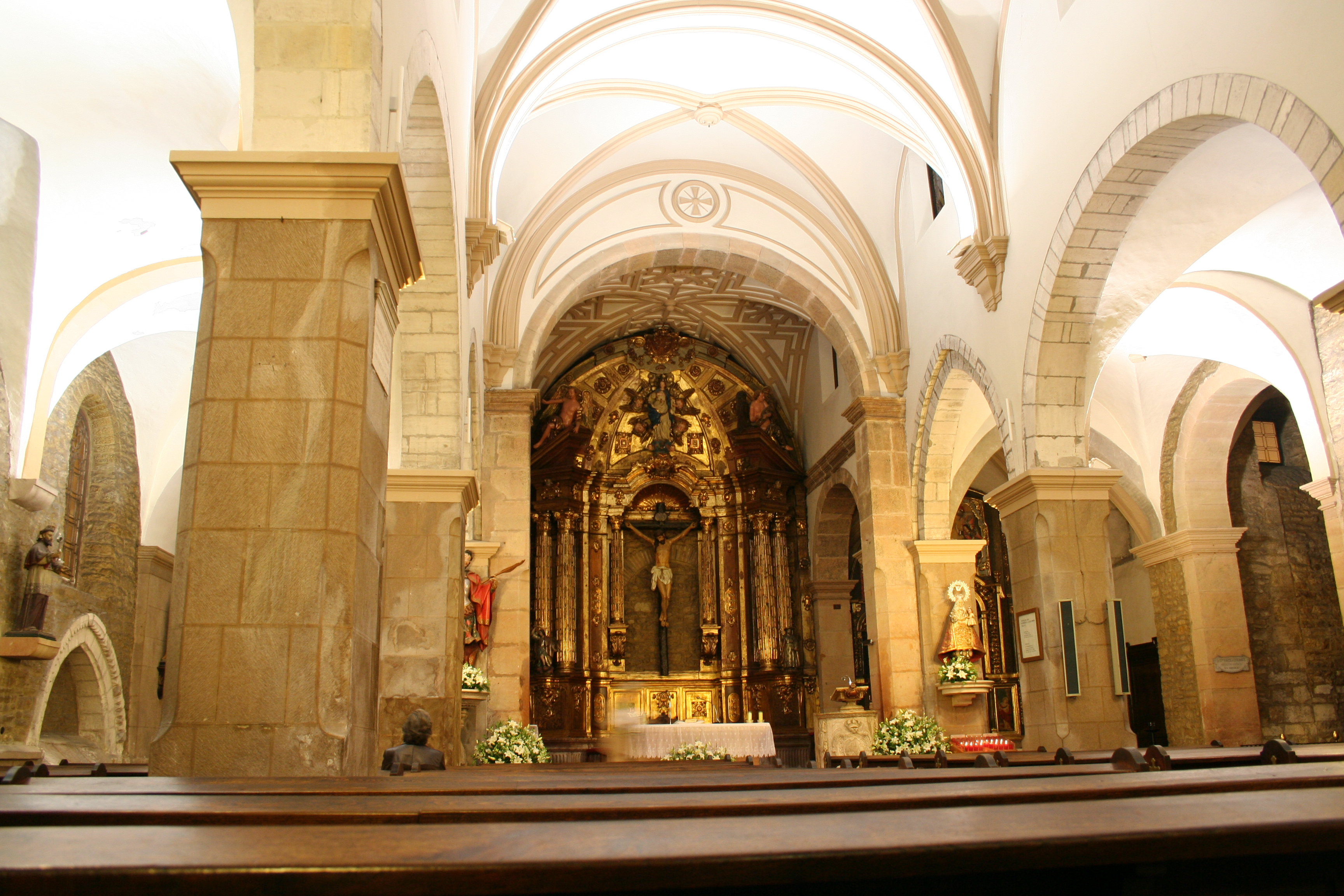
Interior del templo

El interior es de planta rectangular, con tres naves (una central y dos laterales), las naves se encuentran divididas por pilares que sujetan arcos de medio punto. En estas naves se encuentran la capilla de Santa Ana al sur, el retablo mayor al frente y al lado norte un corredor lateral al centro, además consta de una cabecera, un pórtico, tres ábsides y contrafuertes en los muros laterales que soportan el peso del techo abovedado. La iglesia cuenta con tres plantas de las cuales dos son subterráneas.
A la capilla de Santa Ana del siglo XVI se ingresa a través de un arco de medio punto. El interior está coronado por una bóveda de crucería gótica. La bóveda descansa en ménsulas con ángeles sustentando escudos.
Dentro del templo podemos destacar el retablo de la capilla mayor de José Bernardo de la Meana, la imagen de la Asunción en este mismo retablo, la escultura de San Tirso de Antonio Borja, una Piedad, el retablo del Cristo y los trípticos de Francisco Reiter.
En esta iglesia se encuentra la tumba de Balesquita Giráldez fundadora de la Capilla de la Balesquida.

### Cabecera prerrománica
La configuración del muro de la cabecera procedente de la edificación primitiva conserva el sillarejo original, alternando en las esquinas con sillar. Los aleros de las cubiertas descansan sobre ménsulas características del periodo constructivo alfonsí. En el centro del muro se abre una ventana trífora la cual presenta similitudes con la abierta en el testero del templo de San Julián de los Prados, en el de San Pedro de Nora y en el de Santa María de Bendones, obras todas ellas de Alfonso II. La ventana está conformada por dos columnas exentas y dos semicolumnas laterales sobre las que descansan tres arcos de ladrillo. Las columnas, de mármol, descansan sobre basas clásicas y fueron reaprovechadas. Los capiteles centrales son de talla original, con el collarino sogueado asturiano y las hojas esquematizadas, siendo copias de los capiteles laterales de tradición corintia, piezas romanas reaprovechadas. Es notable la presencia de un enmarque decorado muy resaltado que circunscribe la parte superior de la ventana, con más similitud a elementos mozárabes que a elementos del periodo alfonsí.